# Rivière Patapédia
Pour les articles homonymes, voir Patapédia.
La rivière Patapédia ou simplement la Patapédia est située dans la péninsule gaspésienne, à la limite entre le Québec et le nord-ouest du Nouveau-Brunswick, au Canada.
Sa partie québécoise (zone supérieure) est située au début de son cours sur les plateaux de la vallée de la Matapédia dans la municipalité régionale de comté de La Mitis dans la région administrative de la Gaspésie–Îles-de-la-Madeleine ; tandis que la fin de son cours forme une frontière naturelle entre le Québec et le Nouveau-Brunswick avant de se jeter dans la rivière Ristigouche à la hauteur de la fosse Million Dollar Pool.
La partie supérieure de la rivière est desservie par des routes forestières de la zec du Bas-Saint-Laurent. La partie inférieure est desservie par des routes forestières québécoises venant de la vallée de la Matapédia dont le chemin du Thomas, à partir du village de L'Ascension-de-Patapédia. Le côté du Nouveau-Brunswick ne comporte pas de routes d'accès carrosables à cause des montagnes escarpées le long du cours inférieur de la rivière.

## Géographie
La rivière Patapédia prend sa source au lac Long (longueur : 2,1 km ; altitude : 401 m) situé dans le territoire non organisé du Lac-des-Eaux-Mortes, dans la zec du Bas-Saint-Laurent, au Québec. Ce lac est situé dans la partie nord de la zec du Bas-Saint-Laurent, soit tout près de la limite de la zec et de la limite sud-est du canton de Massé. L'embouchure de ce lac est situé à :
- 2,9 km au nord du lac Montagnais ;
- 7,5 km au sud-ouest du centre du village Lac-Mitis ;
- 63,3 km au nord-ouest de la confluence de la rivière Patapédia ;
- 43,3 km au sud-est du littoral sud-est du golfe du Saint-Laurent.

La rivière Patapédia coule sur 91,2 km généralement vers le sud-est, entièrement en territoire forestier.
Cours supérieur de la rivière Patapédia (segment de 20,3 km)
À partir de sa source, à l'embouchure du lac Long, la rivière Patapédia coule sur :
- 2,9 km vers l'est, jusqu'à la décharge (venant du sud) des lac Montagnais (longueur : 1,1 km ; altitude : 406 m) et Metsébagot (longueur : 0,8 km ; altitude : 402 m) ;
- 1,4 km vers l'est, jusqu'au ruisseau Argenté (venant du nord) ;
- 3,8 km vers le sud-est, jusqu'à la décharge du lac Maliset (venant du nord-ouest) ;
- 1,8 km vers l'est, jusqu'à la rive ouest du lac des Chasseurs lequel est situé entre la montagne de la Hauteur (qui est du côté sud) et la montagne du Lac des Chasseurs (qui est du côté nord) ;
- 3,9 km vers le sud-est, en traversant le lac des Chasseurs (altitude : 365 m) sur sa pleine longueur, jusqu'à son embouchure ;
- 5,0 km vers le sud-est, jusqu'à la rive ouest du lac Patapédia lequel est situé au pied de la "Montagne de l'Orignal" ;
- 1,5 km vers le sud-est, en traversant le lac Patapédia (altitude : 341 m) sur sa pleine longueur, jusqu'à son embouchure.

Cours intermédiaire en amont du lac Patapédia (segment de 25,2 km)
À partir de l'embouchure du lac Patapédia, la rivière Patapédia coule sur :
- 2,1 km vers le sud-est, en traversant un petit lac sur 0,7 km qui s'avère une extension du Lac Patapédia, jusqu'à un ruisseau (venant de l'est) ;
- 2,5 km vers le sud-ouest, jusqu'à la confluence du Le Gros Ruisseau (venant de l'ouest) ;
- 9,3 km vers le sud-est, puis vers l'est, jusqu'à un ruisseau (venant du nord) ;
- 1,1 km vers l'est, jusqu'à un ruisseau (venant du sud) ;
- 5,5 km vers l'est en formant un détour vers le nord, jusqu'à un ruisseau (venant du sud) ;
- 2,6 km vers le nord-est, jusqu'à un ruisseau (venant du sud-est) ;
- 2,1 km vers le nord-est, jusqu'à la confluence de la rivière Patapédia Est (venant du nord-ouest).

Cours intermédiaire en amont de la rivière Patapédia Est (segment de 11,6 km)
À partir de la confluence de la rivière Patapédia Est, la rivière Patapédia coule sur :
- 1,0 km vers le sud-est, jusqu'à un ruisseau (venant du nord) ;
- 4,9 km vers le sud-est, jusqu'à un ruisseau (venant du nord) ;
- 0,2 km vers le sud-est, jusqu'à la confluence de la rivière Meadow (venant du nord-est) ;
- 2,0 km vers le sud-est, jusqu'à un ruisseau (venant de l'est) ;
- 1,1 km vers le sud, jusqu'à un ruisseau (venant du sud-ouest) ;
- 4,4 km vers le sud, jusqu'à la limite sud-est du territoire non organisé du Lac-des-Eaux-Mortes, soit à la limite nord du Nouveau-Brunswick.

Cours inférieur de la rivière Patapédia (segment de 34,1 km)
À partir de la limite sud-est du territoire non organisé de Lac-des-Eaux-Mortes, la rivière Patapédia délimite le Québec (canton de Roncevaux) et le Nouveau-Brunswick (comté de Restigouche), jusqu'à la confluence de la rivière, comme suit :
- 0,3 km vers le sud-est, jusqu'à un ruisseau (venant de l'est) ;
- 1,5 km vers le sud-ouest, jusqu'à un ruisseau (venant de l'ouest) ;
- 0,7 km vers le sud, jusqu'à un ruisseau (venant de l'ouest) ;
- 2,3 km vers le sud, puis vers l'est, jusqu'à un ruisseau (venant du sud-ouest) ;
- 2,6 km vers le sud, jusqu'à confluence du Pollard Brook (venant du sud-ouest) ;
- 5,7 km vers le sud-est, en formant six coudes de rivière, jusqu'à un ruisseau (venant du nord) ;
- 2,7 km vers l'est, jusqu'au ruisseau Cinq-Mars (venant du nord) ;
- 2,0 km vers l'est, jusqu'au ruisseau Guérette (venant du nord) ;
- 4,8 km vers l'est, jusqu'au ruisseau du Sauvage (venant du nord-ouest) ;
- 3,8 km vers l'est, jusqu'au ruisseau Fivemile (venant du nord-ouest). Note : La confluence du ruisseau "Five Mile Gulch" (venant de l'ouest), soit du Nouveau-Brunswick est située à 0,2 km en amont de la confluence du ruisseau Fivemile ;
- 1,6 km vers l'est, jusqu'à un ruisseau (venant du nord) ;
- 2,0 km vers l'est, puis vers le sud, jusqu'à un ruisseau (venant du sud-ouest) ;
- 4,1 km vers le sud-est, en serpentant jusqu'à la confluence de la rivière[3].

Après avoir contourné une île située à sa confluence, la rivière Patapédia se déverse dans un coude de rivière sur la rive ouest de la rivière Ristigouche, à la limite du territoire non organisé de Ruisseau-Ferguson, de la municipalité régionale de comté (MRC) d'Avignon. Cette confluence qui constitue la limite du Québec et du Nouveau-Brunswick est située à :
- 1,5 km en amont de la confluence de Whites Brook (Nouveau-Brunswick) (venant de l'est) ;
- 53,4 km au sud-ouest du pont enjambant la rivière Ristigouche pour relier la ville de Campbellton (au Nouveau-Brunswick) et le village de Pointe-à-la-Croix (au Québec) ;
- 34,8 km au sud-ouest de la confluence de la rivière Matapédia ;
- 23,8 km au nord-ouest du centre-ville de Kedgwick, au Nouveau-Brunswick.

## Toponymie
Le toponyme « rivière Patapédia » a été officialisé le 5 décembre 1968 à la Commission de toponymie du Québec.

## Faune aquatique
La rivière Patapédia est reconnue pour sa pêche aux saumons de l'Atlantique et aux castillons. La CGRMP (Corporation de Gestion des Rivières Matapédia et Patapédia) administre la zone de pêche sportive de la rivière ; elle est un organisme à but non lucratif constituée le 5 mars 1991 selon la 3e partie de la Loi sur les compagnies du Québec. Sa création résulte de la concertation de 23 municipalités réparties sur deux municipalités régionales de comté (MRC), soit celle de la Matapédia et d'Avignon.
La montaison des saumons dans la rivière Patapédia se fait généralement en début juin, alors qu'entre 600 et 1000 spécimens remontent son cours. La pêche sportive au saumon s'ouvre habituellement en début juin, pour une période de trois mois. L'apogée de la saison de la pêche est entre la dernière semaine de juin et la deuxième semaine d'août. La CGRMP offre l'hébergement dans tous les secteurs.
La rivière Patapédia est divisée en trois secteurs contingentés. Les droits de pêche y sont tirés au sort. Le premier secteur comprend 16 fosses (dont Big Indien, Ravin Brûlé et Jumeau du Haut), le second en comprend 38 fosses (dont Berge rouge, Fosse à Baignade et Hewitt) et le troisième en comprend 20 fosses (dont Champ des Blueuts, Fosse Albini et Salmon Hole).